# Wavrille
 Wavrille  là một xã thuộctỉnh Meuse trong vùng Grand Est đông bắc nước Pháp. Xã này nằm ở khu vực có độ cao trung bình 228 mét trên mực nước biển. Dân số theo điều tra năm 1999 của INSEE là 49 người.